# Eupithecia leleupi
Eupithecia leleupi är en fjärilsart som beskrevs av Claude Herbulot 1970. Eupithecia leleupi ingår i släktet Eupithecia och familjen mätare. Inga underarter finns listade i Catalogue of Life.